# فرودگاه چایفنگ ایولونگ
فرودگاه چایفنگ ایولونگ (به انگلیسی: Chifeng Yulong Airport) یک فرودگاه همگانی با کد یاتا CIF است . این فرودگاه در کشور چین قرار دارد .

## شرکت‌های هواپیمایی و مقصدهای پروازی
| شرکت‌های هواپیمایی      | مقصدهای پروازی                                         |
| ---------------------- | ------------------------------------------------------ |
| ایر چاینا              | پکن                                                    |
| هواپیمایی شرقی چین     | پکن، شانگهای پودنگ، تیانجین بینهای، یانتای چائوشوی     |
| China Express Airlines | بائوتو ارلیبان، دالیان ژووشویزی                        |
| چاینا یونایتد ایرلاینز | پکن نانیوان                                            |
| تیانجین ایرلاینز       | هایلار دنگشان، هوهوت بایتا، شنینگ تخین، تیانجین بینهای |
| Loong Air              | هانگجو ژیاشان، هاربین تایپینگ                          |